# Харолд Макмилан
Харолд Макмилан  (енгл. Harold Macmillan; Лондон, 10. фебруар 1894 — Сасекс, 29. децембар 1986) је британски политичар, председник Конзервативне странке и премијер Велике Британије у периоду од 1957. до 1963.

## Детињство и младост
Рођен је у Челсију у Лондону. Његов деда је основао издавачку кућу Макмилан паблишерс. Школовао се на Итону одакле је или отеран или га је сам напустио. Пред Први светски рат школовао се две године у Оксфорду. Након почетка Првог светског рата пријављује се у британску армију и у току рата бива три пута рањен.

## Политичка каријера (1924—1957)
Изабран је у доњи дом парламента 1924. Међутим ово место је изгубио 1929, али је од 1931. је опет посланик. Био је жестоки је критичар Невила Чемберлена.
Током Другог светског рата служио је у почетку у ратној коалиционој влади у министарству набавки и министарству колонија. Касније је добио задатак да буде британски представник код савезника на Медитерану. Тада се упознаје са Двајтом Ајзенхауером и то пријатељство постаје кључно за његову каснију каријеру.
Када су конзервативци победили 1951. постао је министар станоградње у влади Винстона Черчила. Као министар испунио је обећање да ће саградити 300.000 кућа годишње. Од октобра 1954. је био министар одбране. У влади Ентонија Идна био је министар иностраних послова од априла до децембра 1955. и министар финансија од 1955 до 1957. За време Суецке кризе најпре се залагао за рат, а затим је међу првима тражио да се рат прекине због финансијске кризе.
Када је Ентони Идн поднео оставку у јануару 1957. Харолд Макмилан је постао председник британске владе.

## Председник владе (1957—1963)
Британија је имала техничких потешкоћа код својих ракета за пренос нуклеарних пројектила, па се морала ослањати на америчке Поларис ракете, што је довело до тога да је Шарл де Гол 1963. године ветом спречио да Британија постане чланица Европске економске заједнице, пре све га зато што се Де Гол бојао превеликог утицаја САД у Европи преко Британије.
Макмилан се највише занимао за економију. Британија је 1961. године имала великих трговински дефицит, па је влада замрзла плате. Непопуларн потез је влада платила губитком на изборима. Водио је политику пуне запослености, чему су се опирали његови министри, који су сматрали да подршка фунти захтева јаку монетарну контролу, која нужно води већој незапослености. Током 1958. године три министра су дала оставку, јер се нису слагала са економском политиком владе.
Након што је постао премијер, Макмилан је преузео контролу над спољном политиком. Након Суецке кризе поново је успоставио добре односе са САД, где је на власти био његов пријатељ Двајт Ајзенхауер. За време Макмиланове владе многе земље су добиле независност од Британије. Међутим, интервенисао је у Ираку, и то 1958. године и 1960. године.

## Афера Профјумо и оставка
Афера Профјумо из 1963. године је нанела велику штету угледу владе. Државни секретар за рат Џон Профјумо у Макмилановој влади имао је 1961. године љубавне односе са стриптизетом Кристином Килер, док је та иста Кристина Килер имала је односе и са совјетским поморским аташеом Јевгенијем Ивановим. Након што су гласине о овој афери почеле да се шире 1962. године. Влада се нашла на удару. Дошло је до парламентарне истраге. Профумо у марту 1963. године ништа није признао. Признао је три месеца касније. Дошло је до гласања о поверењу влади. Макмиланова влада је једва издржала гласање о поверењу влади. Само један глас је пресудио. Међутим сама афера је изгледа допринела да се Макмилану погорша здравље. Најпре се сматрало да се ради о раку, па је дао оставку 18. октобра 1963. године. Повукао се из политике септембра 1964. године и при томе је одбио племство.